# Aspvecklarfly
Aspvecklarfly, Ipimorpha contusa är en fjärilsart som beskrevs av Christian Friedrich Freyer 1849. Aspvecklarfly ingår i släktet Ipimorpha och familjen nattflyn, Noctuidae. Arten är reproducerande i Finland men ännu inte funnen i Sverige. Enligt den finländska rödlistan är arten sårbar i Finland. Utbredningen i Finland är sydostlig, från Nyland till Norra Karelen. Artens livsmiljö är fuktiga lundar. En underart finns listad i Catalogue of Life, Ipimorpha contusa pergrandis Bryk, 1949